# Championnats du monde de course en montagne 2010
Navigation
2009 2011
Les Championnats du monde de course en montagne 2010 sont une compétition de course en montagne qui s'est déroulée le 5 septembre 2010 à Kamnik - Velika Planina en Haute-Carniole en Slovénie. Il s'agit de la vingt-sixième édition de l'épreuve.

## Résultats
L'épreuve féminine junior se déroule sur un parcours de 4,5 km et 420 m de dénivelé. La Turque Yasemin Can domine la course et défend avec succès son titre. Elle est suivie par sa compatriote Burcu Dağ. La Française Adélaïde Panthéon complète le podium,.
Le parcours de la course masculine junior mesure 8,5 km pour 960 m de dénivelé. Seul Érythréen au départ, Yossief Andemichael Tekle domine la course de bout en bout. Survolant les débats, il s'impose aisément avec plus de trois minutes d'avance sur ses adversaires. Le Turc Rıdvan Bozkurt et le Belge Jente Joly complètent le podium,.
La course féminine senior a lieu sur le même tracé que celui des juniors masculins. La favorite Andrea Mayr s'empare des commandes de la course au départ, tandis qu'Antonella Confortola chute. Cette dernière repart mais doit lâcher le groupe de tête. Tandis qu'Andrea dicte le rythme, l'Italienne Valentina Belotti se retrouve à la lutte avec la Suissesse Martina Strähl juste derrière l'Autrichienne. Peu inquiétée par ce duel, Andrea remporte aisément son troisième titre de championne du monde. Valentina parvient à prendre le meilleur sur Martina et remporte la médaille d'argent. La Suissesse termine sur la troisième marche du podium. L'Italie remporte le classement par équipes devant la Suisse et la Russie,,.
La course masculine senior se déroule sur un parcours de 12 km et 1 220 m de dénivelé. La course voit un duel en tête entre les équipes érythréenne et ougandaise. Samson Kiflemariam Gashazghi prend les commandes de la course, suivi de près par ses coéquipiers. Geofrey Kusuro sonne la charge pour tenter de percer le groupe érythréen. Il parvient à s'immiscer dans le groupe de tête, mais n'est suivi que par Stephen Kiprotich. Martin Toroitich et James Kibet ne parviennent pas à tenir le rythme et craquent en fin de course, terminant dans les profondeurs du classement. Samson conserve l'avantage et remporte le titre, juste devant Azerya Teklay. Geofrey Kusuro parvient à terminer sur la troisième marche du podium devant Petro Mamu. Annonçant sa dernière participation aux championnats du monde, le sextuple champion Jonathan Wyatt termine à la huitième place. Avec cinq coureurs dans le top 10, l'Érythrée domine le classement par équipes. Les États-Unis et l'Italie complètent le podium,,.

### Seniors

#### Courses individuelles
| Rang               | Athlète                      | Pays             | Temps       |
| ------------------ | ---------------------------- | ---------------- | ----------- |
| Médaille d'or      | Samson Kiflemariam Gashazghi | Érythrée         | 56 min 25 s |
| Médaille d'argent  | Azerya Teklay                | Érythrée         | 56 min 28 s |
| Médaille de bronze | Geofrey Kusuro               | Ouganda          | 56 min 57 s |
| 4                  | Petro Mamu                   | Érythrée         | 57 min 0 s  |
| 5                  | Stephen Kiprotich            | Ouganda          | 57 min 16 s |
| 6                  | Abraham Kidane               | Érythrée         | 57 min 55 s |
| 7                  | Ahmet Arslan                 | Turquie          | 58 min 14 s |
| 8                  | Jonathan Wyatt               | Nouvelle-Zélande | 58 min 23 s |

| Rang               | Athlète              | Pays     | Temps       |
| ------------------ | -------------------- | -------- | ----------- |
| Médaille d'or      | Andrea Mayr          | Autriche | 49 min 30 s |
| Médaille d'argent  | Valentina Belotti    | Italie   | 50 min 8 s  |
| Médaille de bronze | Martina Strähl       | Suisse   | 50 min 42 s |
| 4                  | Svetlana Semova      | Russie   | 51 min 2 s  |
| 5                  | Mateja Kosovelj      | Slovénie | 51 min 24 s |
| 6                  | Antonella Confortola | Italie   | 52 min 19 s |
| 7                  | Elena Rukhliada      | Russie   | 52 min 30 s |
| 8                  | Claudia Helfenberger | Suisse   | 52 min 35 s |

#### Courses par équipes
| Rang               | Pays | Points |
| ------------------ | --- | ------ |
| Médaille d'or      | Érythrée Samson Kiflemariam Gashazghi (1er) Azerya Teklay (2e) Petro Mamu (4e) Abraham Kidane (6e) Haben Mohamed (9e) Tesfayohannes Mesfin Fissehatsion (12e) | 13     |
| Médaille d'argent  | États-Unis Joe Gray (10e) Max King (16e) Tommy Manning (18e) Eric Blake (27e) Rickey Gates (52e) Chris Lundstrom (59e)                                        | 71     |
| Médaille de bronze | Italie Gabriele Abate (11e) Marco De Gasperi (17e) Bernard Dematteis (24e) Antonio Toninelli (25e) Gerd Frick (35e) Tommaso Vaccina (37e)                     | 77     |

| Rang               | Pays                                                                                                | Points |
| ------------------ | --------------------------------------------------------------------------------------------------- | ------ |
| Médaille d'or      | Italie Valentina Belotti (2e) Antonella Confortola (6e) Maria Grazia Roberti (9e) Alice Gaggi (30e) | 17     |
| Médaille d'argent  | Suisse Martina Strähl (3e) Claudia Helfenberger (8e) Bernadette Meier (10e)                         | 21     |
| Médaille de bronze | Russie Svetlana Semova (4e) Elena Rukhliada (7e) Elena Nagovitsyna (25e) Janna Vokouïeva (37e)      | 36     |

### Juniors

#### Courses individuelles
| Rang               | Athlète                   | Pays     | Temps       |
| ------------------ | ------------------------- | -------- | ----------- |
| Médaille d'or      | Yossief Andemichael Tekle | Érythrée | 42 min 30 s |
| Médaille d'argent  | Rıdvan Bozkurt            | Turquie  | 46 min 0 s  |
| Médaille de bronze | Jente Joly                | Belgique | 46 min 29 s |

| Rang               | Athlète           | Pays    | Temps       |
| ------------------ | ----------------- | ------- | ----------- |
| Médaille d'or      | Yasemin Can       | Turquie | 24 min 4 s  |
| Médaille d'argent  | Burcu Dağ         | Turquie | 24 min 42 s |
| Médaille de bronze | Adélaïde Panthéon | France  | 24 min 48 s |

#### Courses par équipes
| Rang               | Pays                                                                                     | Points |
| ------------------ | ---------------------------------------------------------------------------------------- | ------ |
| Médaille d'or      | Turquie Rıdvan Bozkurt (2e) Ergin Ulaş (4e) Sebahattin Yıldırımcı (14e) Sönmez Dağ (23e) | 20     |
| Médaille d'argent  | Allemagne Anton Palzer (8e) Fabian Alraun (9e) Matthias Dorfer (16e)                     | 33     |
| Médaille de bronze | Italie Paolo Ruatti (11e) Massimo Farcoz (12e) Andrea Debiasi (18e) Alex Cavallar (48e)  | 41     |

| Rang               | Pays                                                                         | Points |
| ------------------ | ---------------------------------------------------------------------------- | ------ |
| Médaille d'or      | Turquie Yasemin Can (1re) Burcu Dağ (4e) Yağmur Tarhan (9e)                  | 3      |
| Médaille d'argent  | Roumanie Cristina Negru (5e) Denisa Dragomir (8e) Elena Adelina Panaet (34e) | 13     |
| Médaille de bronze | Royaume-Uni Catriona Buchanan (7e) Becky Lambson (12e) Hannah Bateson (24e)  | 19     |